# 普拉韋茨市鎮

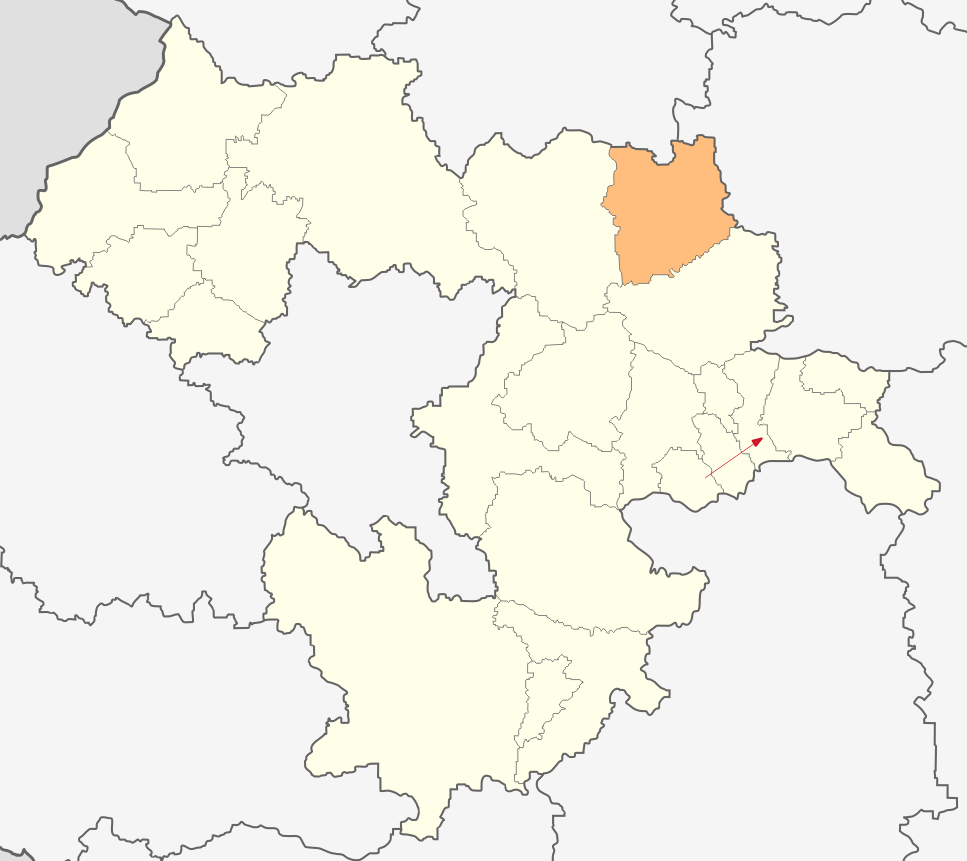

42°53′N 23°55′E / 42.88°N 23.92°E
普拉韋茨市鎮，是保加利亞西部索菲亞州的市鎮，行政中心为普拉韋茨，面積324.09平方公里，2011年人口7,569，人口密度每平方公里23.4人。